# Велики диктатор
Велики диктатор (енгл. The Great Dictator) је америчка сатирична филмска комедија из 1940. године, чији је режисер, продуцент и главни глумац Чарли Чаплин. Будући да је Чаплин био једини холивудски редитељ који је наставио да снима неме филмове дуго након што је звук постао стандард, ово је био његов први звучни филм.
Филм представља снажну осуду немачких и италијанских диктатора Адолфа Хитлера и Бенита Мусолинија, као и фашизма, антисемитизма и нацизма. У време изласка филма, Сједињене Државе су још увек биле у миру са Нацистичком Немачком и званично неутралне у раним данима Другог светског рата. Чаплин у филму тумачи обе главне улоге: немилосрдног фашистичког диктатора и прогоњеног јеврејског берберина.
Велики диктатор је био веома популаран код публике и постао је Чаплинов комерцијално најуспешнији филм. Био је номинован за пет Оскара, укључујући онај за најбољи филм. Савремени критичари га сматрају историјски значајним остварењем, једним од најбољих филмских комедија свих времена и важним делом сатире. Године 1997. Конгресна библиотека Сједињених Држава одабрала га је за очување у Националном филмском регистру као културно, историјски или естетски значајан филм.
У својој аутобиографији из 1964. године, Чаплин је изјавио да не би направио филм да је тада познавао истински обим ужаса нацистичких концентрационих логора.

## Радња
На Западном фронту 1918. године, јеврејски војник који се бори за државу Томанија, која припада Централним силама, храбро спасава живот рањеног пилота, команданта Шулца, који носи важна документа која би могла осигурати победу Томаније. Међутим, након што им понестане горива, њихов авион пада на земљу, а војник потом пати од амнезије. Након што је спасен, Шулц сазнаје да је Томанија званично капитулирала пред Савезницима, док је јеврејски војник одведен у болницу.
Двадесет година касније, још увек патећи од амнезије, јеврејски војник враћа се свом некадашњем занимању берберина у гету. Гетом сада управља Шулц, који је унапређен у оквиру томанијског режима, који се у међувремену претворио у диктатуру под немилосрдним Аденоидом Хинкелом.
Берберин се заљубљује у комшиницу Хану, и они заједно покушавају да пруже отпор прогонима војних снага. Јуришници заробљавају берберина и спремају се да га погубе, али га Шулц препознаје и спречава их у томе. Подсећајући га на Први светски рат, Шулц помаже берберину да поврати своје сећање.
У међувремену, Хинкел покушава да финансира своју све већу војну силу тражећи зајам од јеврејског банкара Хермана Епштајна, што привремено доводи до ублажавања репресије над гетом. Међутим, банкар на крају одбија да му позајми новац. Бесан, Хинкел наређује чишћење Јевреја. Шулц протестује против ове нехумане политике и бива послат у концентрациони логор. Он успева да побегне и сакрије се у гету са берберином. Шулц покушава да убеди јеврејску породицу да изведе атентат на Хинкела у самоубилачком нападу, али их Хана одвраћа од тог плана. Трупе претражују гето, хапсе Шулца и берберина и шаљу их у логор. Хана и њена породица беже из државе и насељавају се у винограду у суседној земљи Остерлих.
Хинкел улази у сукоб са диктатором државе Бактерија, Бенцином Напалонијем, око питања која ће земља извршити инвазију на Остерлих. Њих двојица се препиру око споразума о управљању инвазијом док заједно вечерају на раскошном банкету, на коме се случајно нађе тегла енглеског сенфа. Расправа се заоштрава и прераста у борбу храном, која се окончава тек када обојица поједу љути сенф и у шоку пристану на сарадњу. Након потписивања уговора с Напалонијем, Хинкел наређује инвазију на Остерлих. Окупационе снаге заробљавају Хану и њену породицу, а пристигли војници их туку.
Бежећи из логора у украденим униформама, Шулц и берберин, обучен као Хинкел, стижу до границе Остерлиха, где их чека окупљена маса на победничкој паради, очекујући Хинкелов говор. У међувремену, правог Хинкела, који је у цивилној одећи ловио патке, војници грешком замењују за берберина, обарају га и шаљу у логор. Шулц каже берберину да изађе на говорничку платформу и представи се као Хинкел, јер је то једини начин да спасу своје животе када стигну у престоницу Остерлиха. Берберин затим одржава страствен говор, представљајући се као Хинкел који је променио мишљење, позивајући на братство и добру вољу. Охрабрује војнике да се боре за слободу и позива народ на уједињење у име демократије.
Затим упућује поруку наде Хани: „Подигни поглед, Хана. Душа човека је добила крила и коначно почиње да лети. Лети ка дуги, ка светлу наде, ка будућности, славној будућности која припада теби, мени и свима нама”. Хана чује берберинов глас на радију. Окреће се према излазећем сунцу и каже својим сапутницима: „Послушајте”.

## Улоге
| Глумац            | Улога              |
| ----------------- | ------------------ |
| Чарли Чаплин      | јеврејски берберин |
| Чарли Чаплин      | Аденоид Хинкел     |
| Полет Годард      | Хана               |
| Џек Оуки          | Бенцино Напалони   |
| Реџиналд Гардинер | командант Шулц     |
| Хенри Данијел     | Гарбич             |
| Били Гилберт      | Херинг             |
| Морис Москович    | господин Џекел     |
| Ема Дан           | госпођа Џекел      |
| Бернард Горси     | господин Ман       |
| Пол Вајгел        | господин Ејгар     |
| Грејс Хејл        | госпођа Напалони   |
| Картер Дехејвен   | Спук               |

## Награде
Филм је био номинован за пет Оскара, али није освојио ниједног:
- Оскар за најбољи филм
- Оскар за најбољег главног глумца (Чарли Чаплин)
- Оскар за најбољи оригинални сценарио (Чарли Чаплин)
- Оскар за најбољег споредног глумца (Џек Оуки)
- Оскар за најбољу оригиналну музику (Мередит Вилсон)

Амерички филмски институт је 2000. године сместио Великог диктатора на 37. место листе „100 година АФИ-ја... 100 комедија”. Британски лист The Guardian уврстио је филм међу 25 најбољих комедија свих времена.